# حلوى كريمبو
كريمبو تعرف أيضًا باسم كعك الشوكولاتة أو رأس العبد هي عبارة عن حلوى تتكون من قاعدة بسكويت مغطاة بحشوة تشبه المارشميلو ثم تُغطى بقشرة صلبة من الشوكولاتة.
يعود أصل هذه الحلوى إلى القرن التاسع عشر في الدنمارك.

## التاريخ
هذه الحلوى اختُرعت قبل 200 سنة في الدنمارك، وعُرفت باسم حلوى الخطمي المغطاة بالشكولاتة. أطلقت عليها شركة ويتمان اسم حلوى «الكريمبو» في عام 1966.

## النكهات
أشهر نكهه له هي الفانيليا (كريما الفانيليا) وقد يأتي بنكهة الموكا، التي هي من النكهات المشهورة أيضًا. وقد يأتي أيضًا بنكهات أخرى ومنها:

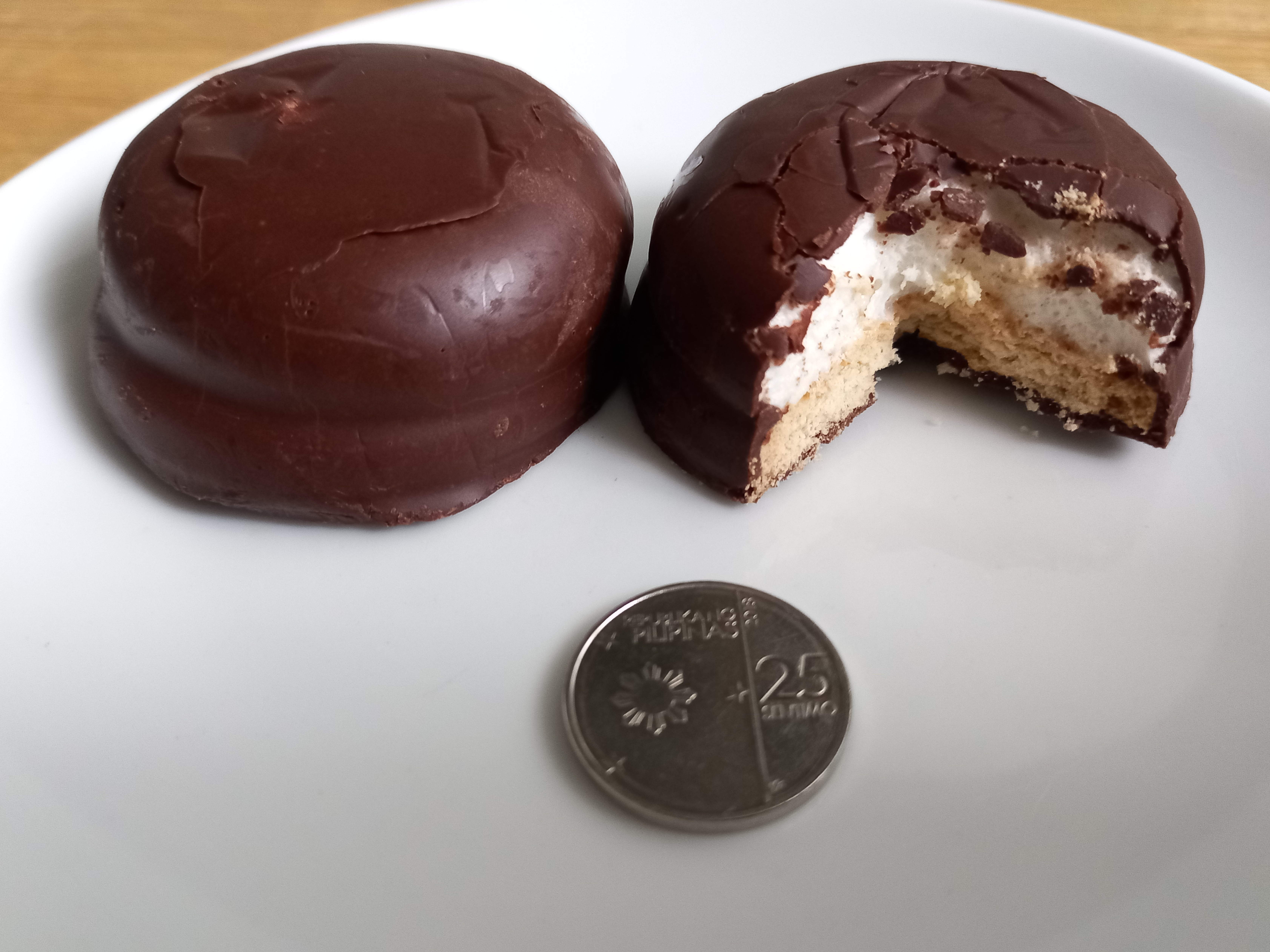
الويبت الكندي (Canadian Whippet).

- مربى الحليب
- برتقال
- موز

## معلومات غذائية
معدل وزن الحبة هو 25 غرام، ويحتوي على 115 سعرة حرارية.